# Charles Girard (Chemiker)

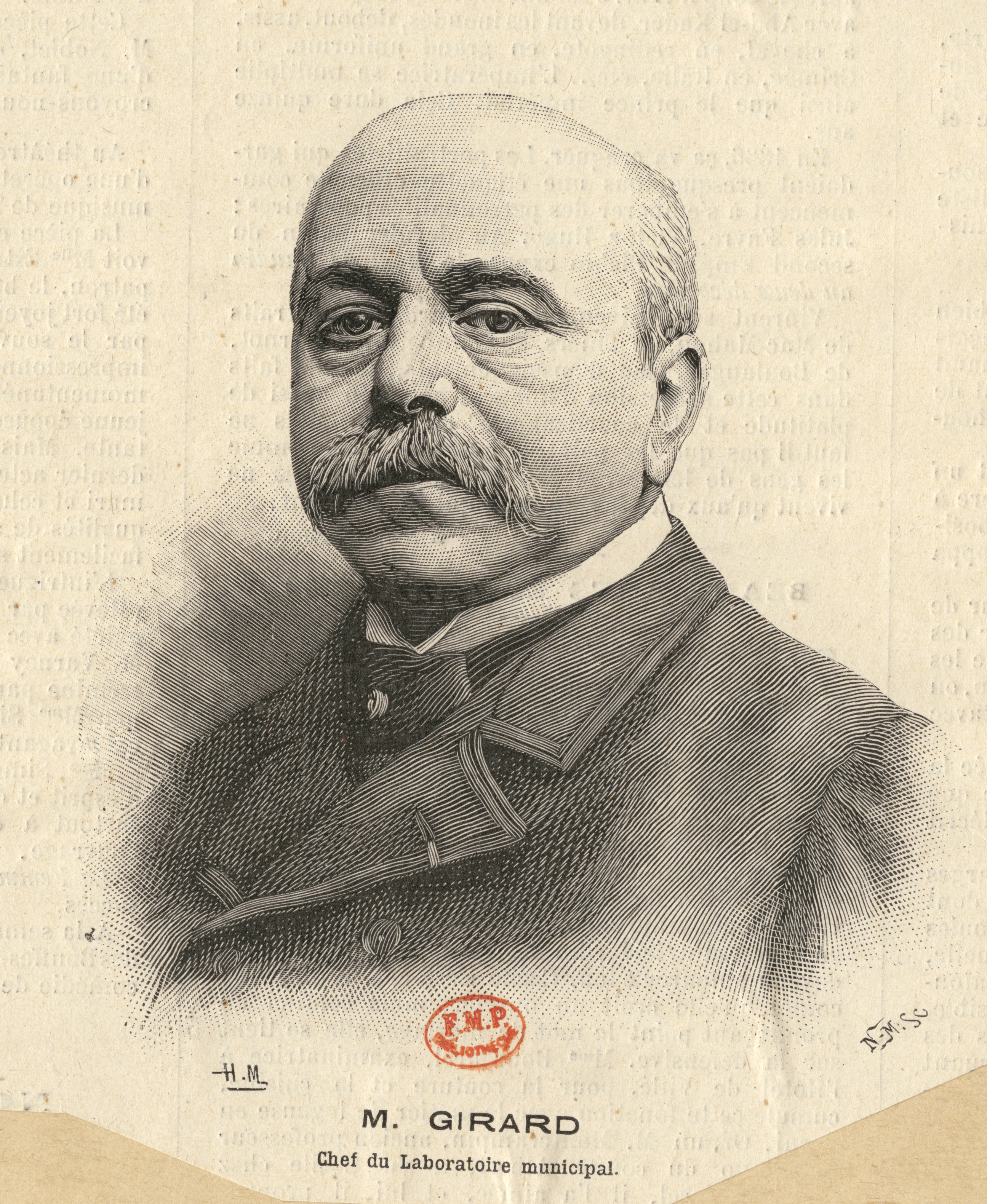
Charles Girard

Adam Charles Girard (* 10. August 1837 in Paris; † 1918) war ein französischer Chemiker.

## Leben
Girard synthetisierte mit Georges de Laire verschiedene Farbstoffe, zunächst 1860  Fuchsin im Labor von Théophile-Jules Pelouze, das aber bereits patentiert war, dann Fuchsinblau und Fuchsinviolett, das bei den Brüdern Renard in Lyon produziert wurde, und Diphenylaminblau (1866). Von 1872 bis 1876 hatten sie eine eigene Farbstofffabrik in Ris-Orangis bei Paris.

## Schriften
- Traité de dérivés de la houille applicables à la production de matières colorantes, 1873
- mit Müntz: Les engrais, 1888 bis 1891
- La margarine 1889
- Agenda du chimiste 1890